# Njau
Njau (Namensvarianten: Njau Sawallo, Njau Wollof) ist eine Ortschaft im westafrikanischen Staat Gambia.
Nach einer Berechnung für das Jahr 2013 leben dort etwa 723 Einwohner, das Ergebnis der letzten veröffentlichten Volkszählung von 1993 betrug 480.

## Geographie
Njau, in der Central River Region im Distrikt Upper Saloum am nördlichen Ufer des Gambia-Flusses liegt an der North Bank Road, einer wichtigen Fernstraße von Gambia, zwischen Kau-ur und Panchang.

## Persönlichkeiten
- Fatou Khan (1880–um 1940), Politikerin